# آقاباباسنگ (ورزقان)
آقاباباسنگ یکی از روستاهای استان آذربایجان شرقی است که در دهستان ازومدل شمالی بخش مرکزی شهرستان ورزقان واقع شده‌است.